# (23447) 1987 VG
(23447) 1987 VG est un astéroïde de la ceinture principale découvert en 1987.

## Description
(23447) 1987 VG a été découvert le 15 novembre 1987 à Kushiro (Japon) par Seiji Ueda et Hiroshi Kaneda.

### Caractéristiques orbitales
L'orbite de cet astéroïde est caractérisée par un demi-grand axe de 2,48 UA, un périhélie de 1,99 UA, une excentricité de 0,20 et une inclinaison de 5,08° par rapport à l'écliptique. Du fait de ces caractéristiques, à savoir un demi-grand axe compris entre 2 et 3,2 UA et un périhélie supérieur à 1,666 UA, il est classé, selon la JPL Small-Body Database, comme objet de la ceinture principale.

### Caractéristiques physiques
(23447) 1987 VG a une magnitude absolue (H) de 14,6 et un albédo estimé à 0,208.